# Antarcturus multispinis
Antarcturus multispinis là một loài chân đều trong họ Antarcturidae. Loài này được Benedict miêu tả khoa học năm 1898.